# Wolfgang Paul
Wolfgang Paul (Lorenzkirch, Alemania, 10 de agosto de 1913 - 7 de diciembre de 1993) fue un físico alemán que codesarrolló la trampa de iones. Recibió el Premio Nobel de Física en 1989 por su trabajo.

## Trayectoria
En 1939 se doctoró en la Technische Hochschule de Charlottenburg. Ejerció como profesor de física experimental en la Universidad de Bonn entre 1952 y 1993, y fue director de la división de Física Nuclear en el CERN entre los años 1965 y 1967.
Durante la Segunda Guerra Mundial investigó la separación de isótopos, necesaria para producir material fisionable, destinado a armas nucleares. Su hijo, Stephan Paul, es profesor de física experimental en la Universidad Técnica de Múnich.
En 1989, Paul fue galardonado con el Premio Nobel de Física por el desarrollo de la técnica de la trampa de iones.